# 47077 Yuji
47077 Yuji este un asteroid din centura principală de asteroizi.

## Descriere
47077 Yuji este un asteroid din centura principală de asteroizi. A fost descoperit pe 16 decembrie 1998 la Kuma Kogen de Akimasa Nakamura. El prezintă o orbită caracterizată de o semiaxă mare de 3,18 ua, o excentricitate de 0,05 și o înclinație de 4,3° în raport cu ecliptica.